# San Giovanni Profiamma
San Giovanni Profiamma è una frazione del comune di Foligno (PG) appartenente alla Circoscrizione n. 6 “San Giovanni Profiamma-Belfiore-Vescia-Capodacqua-Pontecentesimo”; la frazione è oramai quasi unita alla periferia e alla zona industriale nord-est di Foligno.
Il paese si distende in pianura tra la strada statale Flaminia e la riva destra del fiume Topino, ad un'altitudine di 264 m s.l.m., 4 km a NE di Foligno ed è popolato da circa 1 800 abitanti.

## Storia
Fondato nel 220 a.C. dal censore Gaio Flaminio durante la costruzione della via consolare romana, prese il nome di Forum Flaminii. Divenne più tardi Municipio romano ed anche sede vescovile. Nel 160 dette i natali a san Feliciano, vescovo, martire e protettore di Foligno.
Il municipio romano venne distrutto nel 740 dal passaggio delle truppe longobarde di re Liutprando; fu in seguito inglobata nella giurisdizione della vicina Fulginia (l'odierna Foligno).
Solo a partire dalla prima metà del XVII secolo cominciò a ripopolarsi la zona vicino all'attuale chiesa di San Giovanni.
In seguito al disastroso terremoto del 26 settembre 1997, gran parte degli abitanti è stata costretta a spostarsi in un campo container, per alcuni anni, fino alla ricostruzione delle proprie abitazioni.

## Monumenti e luoghi d'interesse
- Resti di Forum Flaminii, sotto l'attuale zona sportiva ed artigianale;
- Chiesa di San Giovanni Battista o Basilica Palatina (1231), eretta da Mastro Filippo. Già basilica cattedrale, in stile romanico, costruita sulle rovine di una precedente basilica paleocristiana del VI secolo. La facciata è caratterizzata da un rosone e da un portale finemente scolpito. L'interno, ad una sola navata, contiene frammenti murari d'epoca romana e un sarcofago del VI secolo. La cripta, a tre navate, contiene un architrave dell'VIII secolo decorata con simboli paleocristiani. La basilica fu sede di diocesi. Oggi Forum Flaminii sopravvive come sede titolare: dal 1990 ne è titolare Angelo Mascheroni, già vescovo ausiliare di Milano.

## Economia e manifestazioni
La coltivazione degli ulivi assicura un buon olio; è presente anche una estesa zona industriale.
Nella frazione si svolge annualmente la Sagra della Rocciata, dolce tipico del folignate e la "Giostra della Quintanella" nella quale, gli otto rioni del paese si contendono l'ambito palio. Dei bambini, in bicicletta, percorrono una pista a forma di otto cercando di infilare, con una lancia, degli anelli appesi ad una statua. Sfilata in costume seicentesco, mercato rionale, e Giostra un appuntamento che vede in campo più di 350 bambini.

## Sport

### Impianti sportivi
- Centro Sportivo Panda (tennis e calcetto)

### Associazioni sportive
- Associazione Sportiva Profiamma (calcio)
- Polisportiva Forum Flamini (calcio)